# François Bernier (philosophe)
Pour les articles homonymes, voir François Bernier et Bernier.
François Bernier, né le 25 septembre 1620 à Joué et mort le 22 septembre 1688 à Paris, est un voyageur, médecin et philosophe épicurien français.

## Biographie

### Jeunesse
Ayant perdu à l'âge de quatre ans son père, qui tenait des terres du chapitre de Saint-Maurice d’Angers à ferme, François Bernier a été confié, ainsi que ses deux sœurs, Antoinette et Jeanne B, à la tutelle de leur oncle paternel François Bernier, curé de Chanzeaux, qui l’avait tenu sur les fonts baptismaux. Il a ensuite quitté sa province natale pour faire ou achever ses études grâce à la protection de deux magistrats, Bochard de Champigny, intendant de Provence en 1637, et d’un allié de celui-ci, François Luillier, maître des requêtes et conseiller au Parlement de Metz.
Ses deux protecteurs l’ont mis en relation avec le philosophe Pierre Gassendi, prévôt de la cathédrale de Digne, qui avait combattu la doctrine d’Aristote et allait renouveler celle d’Épicure. Cette relation devait avoir une influence considérable sur sa vie entière. En 1642, Gassendi, nouvellement arrivé à Paris, enseignait la philosophie à Chapelle, fils naturel de François Luillier, chez qui il habitait. S’il faut en croire ce qu'en écrira, en 1705, Grimarest, dans sa Vie de M. de Molière, il a admis à partager ses leçons plusieurs amis du jeune homme, Molière, Hesnault, Cyrano de Bergerac, Bernier. Celui-ci a en outre suivi, en 1645, le cours public d’astronomie de son maître nommé professeur au Collège royal, jusqu’à pouvoir instruire les autres à son tour. Il a même été quelque temps précepteur et répétiteur de philosophie.
Destiné à l’église par son oncle, qui lui faisait entrevoir qu’il lui transmettrait son bénéfice, qu’il devait en réalité longtemps conserver, la vocation de Bernier était autre. Préparé par les circonstances à être un philosophe, une longue course à travers l’Europe, de 1647 à 1650, en ont fait un voyageur, préludant à l’entreprise qui devait plus tard illustrer son nom. Ayant accompagné à Dantzig et en Pologne son ancien élève, François Boysson, seigneur de Merveilles, chargé par le gouvernement d’une mission diplomatique, les voyageurs ont effectué leur retour, avec de nombreuses pauses, par l’Allemagne du sud et l’Italie, visitant particulièrement Rome et Venise.
De sa longue absence, Bernier a rapporté un vif désir de voir le monde. Aspirant dès lors à une expédition plus lointaine, mais différentes causes, et surtout l’état de santé de Gassendi, qu’il avait retrouvé malade en Provence, ont retardé l’exécution de son projet de plusieurs années. Dans l’intervalle, il s’est fait recevoir docteur de l'université de Montpellier le 26 août 1652, et soutenu, de 1651 à 1654, une guerre de plume contre le professeur royal, mathématicien et astrologue, Morin de Villefranche. Non content de critiquer les ouvrages que Gassendi son collègue avait composés pour la défense d’Épicure, Morin avait prédit la mort de l’auteur pour une époque déterminée, au risque de la provoquer. Dans une dissertation latine qui traitait d’ailleurs le fond de la dispute, il a ridiculisé Morin, comme Ménage avait fait de Montmaur. Il y eut réplique sur réplique, vives et injurieuses de l’une et de l’autre part. Morin, qui était le protégé de Mazarin et avait du crédit en cour de Rome, a fini par dénoncer son adversaire, comme athée et impie, aux deux puissances et réclamé à la fois contre lui une lettre de cachet et l’excommunication, « avec menaces de la corde ou des galeres ». Bernier, quoiqu’il eût les rieurs de son côté, céda au désir du pacifique Gassendi en cessant la dispute.
En 1653, après avoir ramené son maître à Paris dans une maison amie, il lui a prodigué les soins les plus assidus jusqu’à sa mort. Il lui ferma les yeux comme un fils à son père, dit un biographe. Une fois Gassendi mort, Bernier fit ses préparatifs de départ, et dans les premiers mois de 1656, il s’embarqua pour l’Orient. Il visita d’abord la Palestine et séjourna plus d’un an en Égypte, où il fut malade de la peste. Il s’était proposé de pénétrer par l’Éthiopie, c’est-à-dire par l’Abyssinie, dans l’intérieur de l’Afrique. Les informations qu’il eut pendant sa descente de la mer Rouge l’ayant fait renoncer à ce plan, il alla aborder à Surat, sur la côte de l’Inde et les confins de l’empire moghol.
Les fils de l’empereur Shâh Jahân se disputaient alors l’exercice de la souveraineté au nom de leur père affaibli par l’âge. Ayant assisté à une partie de la lutte et vu la défaite de l’aîné des quatre frères, Dârâ Shikôh, et le triomphe du troisième, Aurangzeb, Bernier a consacré la première partie de ses Mémoires au récit de cette « sanglante tragédie ». Déterminé à demeurer quelques années dans ce pays, il s’est fait attacher en qualité de médecin à la cour de l’empereur.
L’amitié particulière contractée avec l’agah Danechmend-Khan, son favori, l’a fait admettre, comme faisant partie de sa suite, à visiter le royaume de Cachemire visité pour la première fois par Aurangzeb après son couronnement, en 1664-5. Il a décrit son séjour dans cette contrée, sorte de paradis terrestre longtemps interdit d’accès aux Européens par ses souverains et où on n’arrivait qu’après des fatigues énormes, causées par une excessive chaleur, mettant en péril les jours du voyageur le plus déterminé. La constitution de Bernier ayant résisté à l’épreuve du climat, il acheva de parcourir l’Inde et, après y avoir passé huit ans, il revint par la Perse et la Turquie.

### Retour en France
Après douze ans d’éloignement de sa patrie, quittée presque au lendemain des troubles de la Fronde, Bernier qui avait été soutenu dans son entreprise, tant par les largesses de M. de Merveilles, que par les encouragements du poète Chapelain, qui protégeait en lui le disciple aimé de son ami Gassendi, est arrivé à Marseille à la fin de l’été 1669.
Dans les deux années suivant son retour, il a publié chez Claude Barbin ses notes, sous les auspices de Louis XIV et de son ministre, sous la forme de Mémoires, passant en revue l’histoire contemporaine de l’Inde, les différentes parties de son administration, ses mœurs, sa religion, ses sciences et sa philosophie, en même temps qu’il décrivait les principales villes et provinces de la contrée. Cette publication comprenant quatre volumes parus en deux livraisons (1670 et 1671) qui a attiré sur lui l’attention du public, lui a valu le surnom de « Bernier-Mogol », sous lequel Voltaire le désignera encore, soixante ans plus tard. Une traduction de son ouvrage l’a fait presque aussitôt connaître à l’Angleterre ; c’est à elle que John Dryden a très librement emprunté le sujet de sa tragédie d’Aureng-Zebe.
À partir de 1672, son portefeuille de voyage épuisé, il se livre à peu près exclusivement à la littérature, aux sciences et à la philosophie. Il a perdu, peu de temps après son retour, les vieux amis de Gassendi qui, les premiers, s’étaient intéressés à ses aventures, La Mothe Le Vayer, Cureau de La Chambre, Guy Patin, Chapelain lui-même. Sous les auspices de Chapelle, son ami de jeunesse qui lui restait et son correspondant pendant ses longues absences, Bernier forme de nouvelles amitiés avec Nicolas Boileau, Jean Racine et Jean de La Fontaine, en même temps qu’il renouait son ancienne liaison avec Molière. On pense qu’il a fourni à La Fontaine les détails techniques de son Poème sur le Quinquina. Il a certainement suggéré à celui-ci le sujet de plusieurs fables. Quant à Racine et Boileau, il a participé avec eux à la rédaction de l’Arrêt burlesque qui eut, un moment, la signature du premier président Lamoignon, et il a rédigé seul la Requête qui est censée servir de base à l’arrêt.
D’un caractère enjoué et aimable, Bernier est, à cette époque, très répandu dans le monde littéraire, fréquentant les salons littéraires de l’époque, comme ceux de Marguerite de La Sablière ou de Ninon de Lenclos. Il est assidu au cours du chimiste Lémery, que fréquentent aussi Segrais, Régis, Tournefort et plusieurs dames. Il fait partie des réunions hebdomadaires qui se tiennent chez le médecin Denis et chez Ménage. À mesure que se multipliaient les journaux littéraires et savants, qui datent presque tous de ce temps, il leur accordera sa collaboration et y traitera les questions du jour.
La principale occupation de Bernier, en 1674 et durant les années suivantes, est la publication d’un Abrégé de la philosophie de Gassendi (1678), dont il avait, en raison de son absence, laissé publier les œuvres complètes par d’autres. Une traduction libre du Syntagma totius philosophia parue en 1678 acquitta sa dette et lui donna en même temps l’occasion d’affirmer sa propre doctrine, en exposant bientôt après, en 1682, ses Doutes sur quelques chapitres de l'Abrégé dans un ouvrage séparé dédié à Marguerite de La Sablière. Celle-ci, qui fut pendant vingt ans la protectrice de La Fontaine, avait aussi reçu dans son opulent hôtel Bernier, habitué à vivre chez les autres. En retour, il l’initiait au système de Gassendi, aux opinions de Descartes et la tenait par ses entretiens ou ses lettres au courant du mouvement des sciences. Après que celle-ci, à peu près retirée du monde, se fut réfugiée aux Incurables, ne gardant dans sa maison que le seul La Fontaine, Bernier a continué de correspondre avec elle. Celle-ci demeurant jusqu’à la fin de sa vie l’âme ses écrits, iI lui adressait annuellement, sous le titre d’Étrennes, différentes pièces qu’il donnait ensuite aux journaux.
Au milieu de ses nombreux travaux et malgré les séductions de la vie parisienne, Bernier n’avait pas perdu le goût des voyages. Il allait habituellement passer plusieurs mois de l’année en Languedoc et en Provence où il avait conservé des amis et il faisait des courses dans les provinces voisines. C’est ainsi qu’il fut l’un des premiers à décrire le canal du Midi.

En 1685, il se laissa attirer jusqu’en Angleterre par Saint-Évremond, qu’il avait connu en France avant son exil. La petite cour que tenait à Londres Hortense de Mazarin le retint quelque temps. Revenu par la Hollande, où s’imprimait un de ses ouvrages, il y rencontra Pierre Bayle, qui s’est souvenu plusieurs fois de lui dans ses publications. Il songeait à finir ses jours dans sa province natale, où il avait des neveux, nés d’Antoinette B., sa sœur, V. Bourigault (René et Philippe), mais il mourut, sans en avoir eu le temps, après quelques jours de maladie. Une raillerie subie à la table du procureur-général de Harlay, homme dur et caustique, aurait causé sa mort : selon l'anecdote rapportée par l'avocat lyonnais Claude Brossette, qui la tenait de Nicolas Boileau

« [Bernier] demeurait dans la place Dauphine. Il a vécu dans le célibat. Il fut accusé faussement par une [fille] malheureuse de l’avoir rendue enceinte. Cette fille était appuyée par un garçon chirurgien, et elle fit des poursuites contre Bernier. Cette affaire lui fit un chagrin extrême et le fit tomber dans une profonde mélancolie. Dans ce temps-là, il alla voir à Beaumont Mr. de Harlay, alors procureur général. Il avait été informé de l’affaire fâcheuse arrivée à Bernier, et quoiqu’on l’eût averti que Bernier ne pouvait pas souffrir d’être raillé là-dessus, Mr. le procureur général ne laissa pas, au dîner, de plaisanter sur son aventure. Bernier n’entendit point raillerie, il se défendit fort sérieusement, mais voyant qu’on le poussait toujours, il se leva brusquement de table et s’en vint sur le champ à pied à Paris. Il tomba malade et mourut. »

Louis Racine mentionne cette anecdote, dans ses Mémoires sur la vie de Jean racine, pour la réfuter. Quoi qu’il en soit, frappé d’apoplexie au sortir de la table du procureur de Harlay, dans le voisinage duquel il demeurait, en dépit des saignées administrées par un chirurgien, le 18 septembre, il faisait son testament, et le 22, il était mort.

II n’existe pas de portrait gravé de François Bernier mais, après son voyage d’Angleterre, Saint-Évremond rendant compte de cette visite à Ninon de Lenclos, le qualifiait de « joli philosophe » : 

« Joli philosophe ne se dit guère, mais sa figure, sa taille, sa manière, sa conversation, l’ont rendu digne de cette épithète-là. »

 En 1869, la ville d’Angers a nommé l’une des nouvelles rues de la ville à son nom. Sa ville natale, désormais dénommée Valanjou, a fait de même. Nommé membre de l’Académie des sciences, belles-lettres et arts d'Angers, dès sa fondation en 1685, il n’y a pas siégé. Sylvia Murr avance qu’il est possible qu’il ait préféré entrer à l’Académie Royale des sciences en qualité de médecin, de voyageur, et d’auteur de l’Abrégé.

## Travaux

### Littérature de voyage
La diversité des occupations de François Bernier et le nombre de ses ouvrages rendent difficile à résumer l’œuvre de cet esprit curieux et observateur. Comme voyageur, il a été le premier à décrire une contrée jusque-là inconnue aux Européens, remplissant à peu près pour l’Inde l’ensemble du programme que lui traçait la science de son temps par la plume de l’académicien Chapelain et ses Mémoires ont généralement été mis au-dessus de ceux de Jean-Baptiste Tavernier, de Jean de Thévenot, de Jean Chardin même. Comme littérateur, il a été mêlé au mouvement du Grand Siècle, dont il a connu et goûté les écrivains les plus célèbres, qui ont accepté sa collaboration.

## Philosophie
Comme philosophe, il a soutenu les titres du gassendisme et, sans se joindre aux ennemis des cartésiens persécutés, il a quelque peu contrebalancé le crédit de leur doctrine, étant, à peu près comme eux, spiritualiste dans sa Lettre à Chapelle, ce qui l’a fait qualifier de « cartésien sans le savoir » quoiqu'il indique très nettement les points sur lesquels il se sépare du cartésianisme : il n’admet pas avec Descartes que nous ayons une idée plus claire de l’âme que du corps ; il reste fidèle au système des atomes et du vide qui lui paraît seul propre à expliquer le mouvement ; il se prononce contre la confusion de la liberté avec la volonté, il est contraire à l’animal-machine, à la preuve de l’existence de Dieu par son idée, aux causes occasionnelles. Ses doutes sur la doctrine de Gassendi ne sont pas plus d’un adversaire passé dans un autre camp, qu’ils ne sont d’un sceptique. Ils portent sur les questions les plus ardues de la métaphysique, l’espace et le lieu, l’éternité et le temps, la nature et la cause du mouvement. Les explications de Bernier font moins songer à Descartes qu’à Leibniz.

## Théorie des races
En 1684, Bernier publie la première tentative théorique de diviser l’humanité en « races », notamment en fonction de la couleur de peau des individus. Il publie sans nom d’auteur dans le Journal des savants un article intitulé « Nouvelle Division de la Terre par les différentes Espèces ou races d’homme qui l’habitent, envoyé par un fameux Voyageur à M. l’abbé de la *** à peu près en termes ». Il y considère la couleur de la peau comme un attribut physique immuable, à la différence de Boulainvilliers qui assimile les races aux familles ou de Buffon, qui les attribue au climat. Bernier distingue quatre « races » : la première comprend les habitants d'Europe, d'Afrique du Nord, d'Égypte et d'Inde, la deuxième les habitants d'Afrique, la troisième les habitants de Chine, de Tartarie et d'Asie centrale et la quatrième les Samis. Il hésite sur la classification des Américains et des Khoïkhoïs. Bernier a ainsi été le premier à élargir le concept de race à l’humanité tout entière et, même s’il n’établit pas clairement une hiérarchie ouverte entre lesdites « races » qu’il a distinguées, les qualités qu’il attribue à chacune ont pour conséquence de placer les Européens loin devant les autres, qu'il compare à de « vilains animaux, et de poser les fondations modernes du racisme. Il écrit par exemple : « Les Lappons composent la 4e espèce. Ce sont des petits courtaux avec des grosses jambes, de larges épaules, le col court, et un visage je ne sais comment tiré en long, fort affreux et qui semble tenir de l'ours. Je n'en ai jamais vu que 2 à Dantzig, mais selon les portraits que j'en ai vu et le rapport qui m'en a été fait par quantité de personnes qui ont été dans le pays ce sont de vilains animaux:13 ».

## Ouvrages
- (la) Anatomia ridiculi Muris, hoc est dissertatiunculæ J.-B. Morini astrologi adversus expositam a P. Gassendo philosophiam : Itemque obiter prophetiæ falsæ a Morino ter evulgatæ de morte ejusdem Gassendi, Paris, Michel Soly, 1651, in-4º (lire en ligne sur Gallica).
- (la) Favilla ridiculi Muris, hoc est dissertatiunculæ ridicule defensæ a Joan. Bapt. Morino astrologo aduersus expositam a Petro Gassendo Epicuri philosophiam : per Franciscum Bernerium Andegavum, doctorem medicum Monspeliensem, Paris, Edm. Martin, 1653, in-4º (lire en ligne sur Gallica).
- Histoire de la dernière révolution des états du grand Mogol, Paris, Claude Barbin, 1670.
- Suite des Mémoires du sieur Bernier sur l’empire du grand Mogol, Paris, Claude Barbin, 1670-1671, 4 vol. in-12 édités séparémentUne 2e édition avec cartes et figures a paru à Amsterdam en 1699 sous le titre de Voyages, reproduite en 1710, 1711 et 1724. Ces dernières dates sont celles de nouveaux tirages du même texte. Une 3e enfin, simple réimpression de l’édition précédente, a été faite en août 1830, à Paris, « aux frais du gouvernement français, pour donner du travail aux ouvriers typographes. » éd. de 1830 sur Google Livres
- Voyage dans les États du Grand Mogol, Paris, Claude Barbin, 1671  — Réimpression : Paris, Fayard, 1981  (ISBN 978-2-21300-954-4)
- Requeste des maîtres ès-arts, professeurs et régents de l’Université de Paris, présentée à la Cour souveraine du Parnasse, ensemble l’Arrest intervenu sur ladite requeste contre tous ceux qui prétendent faire enseigner ou croire de nouvelles découvertes qui ne soient pas dans Aristote, Paris, 12 p., in-4º (lire en ligne sur Gallica)L’Arrêt burlesque est dans toutes les éditions complètes de Boileau. La Requête s’y trouve jointe dans celle de Lefèvre de Saint-Marc et elle est donnée toute seule dans le Menagiana. Les deux pièces sont signalées dans les Lettres de Madame de Sévigné des 6 et 20 septembre 1671 et elles furent, paraît-il, publiées la même année à La Haye en Hollande. Le Dictionnaire des anonymes d’Antoine-Alexandre Barbier décrit en outre et il existe une plaquette de 24 pages in-12 de ce titre, imprimée en 1702 à Libreville chez Jacques Lefranc [sic].
- Abrégé de la philosophie de M. Gassendi, Lyon, 1678, en 8 tomes in-12Cette édition est la première qui soit complète, mais l’auteur avait déjà donné des parties séparées de l’ouvrage à Paris d’abord, 1674 et 1675, dans le format in-4º, et aussi à Lyon, 1676. En 1684, Bernier a publié à Lyon une nouvelle édition remaniée et plus étendue que celle de 1678, en ce qu’elle contient en sus tout ou partie des trois opuscules qui suivent.
- Éclaircissement sur le livre de M. de La Ville (le Père Le Valois, jésuite) intitulé : Sentimens de M. Descartes touchant l’essence et les propriétés des corps, , etc.Bayle a compris cet ouvrage en 1684 dans son : Recueil de quelques pièces concernant la philosophie de M. Descartes. Il dit dans sa préface que le livre de Bernier, tiré à peu d’exemplaires, avait paru quelques années auparavant ; ce doit être en 1680 ou 1681.
- Doutes de M. Bernier sur quelques-uns des principaux chapitres de son Abrégé de Gassendi, Paris, Estienne Michallet, 1682, in-12 (lire en ligne sur Gallica).
- Traité du libre et du volontaire, Amsterdam, 1685, in-12.
- Lettre sur le Café, adressée à Phil.-Sylv. Dufour et publiée par cet auteur dans ses Traités nouveaux et curieux du Café, du Thé et du Chocolate, Lyon, 1685.Cette pièce a été réimprimée en 1864 par le docteur Mabille, ainsi que l’importante Lettre à Chapelle, qui, bien que son contenu soit plus philosophique qu’historique, fait partie des Voyages de Bernier comme ayant été envoyée de Chiraz en Perse.
- « Nouvelle division de la terre par les différentes espèces ou races d’hommes qui l’habitent, envoyée par un fameux voyageur à M. l’abbé de La *** », le Journal des Savants,‎ avril 1684  —  et le Mercure de France de 1722.
- « Extrait de diverses pièces envoyées pour étrennes à Mme de La Sablière », Journal des Savants,‎ 7 et 14 juin 1688.
- Introduction à la lecture de Confucius.
- Description du canal de jonction des deux mers.
- Combat des vents.
- Maximes touchant le mouvement.
- Des Réfractions.
- Épitaphe de Chapelle (mort en 1686).
- Observations médicales communiquées par un professeur de Montpellier (Pierre Chirac).
- « Description du canal du Languedoc », Mercure galant,‎ février 1688.Cette description a donné lieu à une polémique à laquelle a mis fin la mort de Fr. Bernier.
- « Mémoire sur le Quiétisme des Indes », dans Henri Basnage de Beauval éd., Histoire des ouvrages des sçavans, septembre 1688.
- Copie des étrenes envoyées à Madame de la Sablière, Paris, 1688, 12 p. (lire en ligne).